# Olszynka Grochowska
Olszynka Grochowska – obszar MSI w warszawskiej dzielnicy Praga-Południe, znajdujący się na północ od linii kolejowej Warszawa – Otwock i na południe od ulicy Dudziarskiej.

## Opis
Nazwa pochodzi od lasku Olszynka Grochowska, położonego na północny wschód od Grochowskiej, między obecnymi ulicami: Chłopickiego, Szeroką i Marsa. 25 lutego 1831 stoczono tam największą bitwę powstania listopadowego.
W lipcu 1916 w miejscu bitwy ustawiono drewniany krzyż, a w 1936 przy krzyżu ustawionym na grobowcu ze szczątkami poległych polskich żołnierzy umieszczono tablicę pamiątkową.
Historyczny teren Olszynki Grochowskiej o powierzchni 33 ha został zakupiony przed II wojną światową przez Zarząd Miejski m.st. Warszawy.
Olszynka była miejscem walk podczas obrony Warszawy; od 14 do 27 września 1939 stolicy bronił tam 21 Pułk Piechoty „Dzieci Warszawy”. We wrześniu 1944 walki w rejonie Olszynki toczyli żołnierze 1 Warszawskiej Dywizji Piechoty im. Tadeusza Kościuszki. 
W 1983 na terenie Olszynki utworzono rezerwat przyrody Olszynka Grochowska o powierzchni 59,45 ha. Celem ochrony jest zachowanie ze względów historycznych, krajobrazowych i społecznych fragmentu lasu rosnącego na obszarze pola bitwy z 1831. Na terenie rezerwatu znajduje się pomnik Bitwy o Olszynkę Grochowską.